# Lista przewodniczących parlamentu Malty
Poniższa lista przedstawia wszystkich przewodniczących (ang. speaker) parlamentu (Izby Reprezentantów) Republiki Malty w zestawieniu chronologicznym.

## Chronologiczna lista przewodniczących
| #                                                      | Imię i Nazwisko         | Portret | Kadencja         | Kadencja         | Partia polityczna | Partia polityczna |
| #                                                      | Imię i Nazwisko         | Portret | Od               | Do               | Partia polityczna | Partia polityczna |
| ------------------------------------------------------ | ----------------------- | ------- | ---------------- | ---------------- | ----------------- | ----------------- |
| 1                                                      | Edgar Arrigo            |         | październik 1921 | lipiec 1923      |                   | UPM               |
| 2                                                      | Salvatore Borg Olivier  |         | lipiec 1923      | czerwiec 1927    |                   | PN                |
| 3                                                      | Robert Hamilton         |         | czerwiec 1927    | lipiec 1929      |                   | PK                |
| 4                                                      | Anthony Montanaro Gauci |         | sierpień 1929    | kwiecień 1930    |                   | PK                |
| 5                                                      | Giuseppe Degiorgio      |         | pazdziernik 1932 | listopad 1933    |                   | PN                |
| urząd został zniesiony (listopad 1933 – listopad 1947) |                         |         |                  |                  |                   |                   |
| 6                                                      | Guze Cassar             |         | listopad 1947    | kwiecień 1948    |                   | PL                |
| 7                                                      | Peter Paul Debono       |         | kwiecień 1948    | czerwiec 1950    |                   | PL                |
| 8                                                      | Tommaso Caruana Demajo  |         | październik 1950 | październik 1952 |                   | PN                |
| 9                                                      | Anthony Pullicino       |         | październik 1952 | styczeń 1953     |                   | PN                |
| 10                                                     | Joseph Cassar Galea     |         | styczeń 1953     | marzec 1953      |                   | PN                |
| 11                                                     | Edwin Busuttil          |         | marzec 1953      | październik 1953 |                   | PK                |
| 12                                                     | Joseph M. Camilleri     |         | grudzień 1953    | grudzień 1954    |                   | PN                |
| 13                                                     | Joseph Flores           |         | marzec 1955      | grudzień 1955    |                   | PL                |
| 14                                                     | Nestu Laiviera          |         | grudzień 1955    | kwiecień 1958    |                   | PL                |
| urząd został zniesiony (kwiecień 1958 – luty 1962)     |                         |         |                  |                  |                   |                   |
| 15                                                     | Paolo Pace              |         | luty 1962        | luty 1966        |                   | PN                |
| 16                                                     | Alfred Bonnici          |         | kwiecień 1966    | czerwiec 1971    |                   | PN                |
| 17                                                     | Emmanuel Attard Bezzina |         | czerwiec 1971    | wrzesień 1976    |                   | PL                |
| 18                                                     | Nestu Laiviera          |         | wrzesień 1976    | styczeń 1978     |                   | PL                |
| 19                                                     | Kalċidon Agius          |         | styczeń 1978     | luty 1982        |                   | PL                |
| 20                                                     | Daniel Micallef         |         | luty 1982        | lipiec 1986      |                   | PL                |
| 21                                                     | Paul Xuereb             |         | lipiec 1986      | luty 1987        |                   | PL                |
| 22                                                     | Joseph M. Baldacchino   |         | luty 1987        | maj 1987         |                   | PL                |
| 23                                                     | Jimmy Farrugia          |         | lipiec 1987      | październik 1988 |                   | PN                |
| 24                                                     | Lawrence Gonzi          |         | październik 1988 | wrzesień 1996    |                   | PN                |
| 25                                                     | Myriam Spiteri Debono   |         | październik 1996 | sierpień 1998    |                   | PL                |
| 26                                                     | Anton Tabone            |         | październik 1998 | 10 maja 2008     |                   | PN                |
| 27                                                     | Louis Galea             |         | 10 maja 2008     | 29 kwietnia 2010 |                   | PN                |
| 28                                                     | Michael Frendo          |         | 29 kwietnia 2010 | 6 kwietnia 2013  |                   | PN                |
| 29                                                     | Angelo Farrugia         |         | 6 kwietnia 2013  | nadal            |                   | PL                |